# Karla Navas
Karla Andrea Navas Boyd (Ciudad de Panamá, Panamá, 12 de septiembre de 2004) es una gimnasta artística panameña.

## Biografía
Karla Navas nació en Panamá en 2004. Su madre Verónica Boyd también fue gimnasta artística y su abuelo Guillermo Boyd representó a Panamá en Halterofilia en los Juegos Olímpicos de 1968.

### Carrera de gimnasia juvenil
Navas hizo su debut internacional en el Campeonato de la Cuenca del Pacífico, donde terminó séptima en la clasificación general. Luego compitió en el Campeonato Panamericano Júnior, donde ayudó a Panamá a terminar séptimo como equipo; Navas acabó decimoquinta en la general. En octubre, Navas compitió en el Campeonato Sudamericano Juvenil, donde quedó undécima en la clasificación general. Navas fue seleccionada para competir en el Campeonato Mundial Juvenil inaugural junto a Hillary Heron. Juntas terminaron en la posición vigésimo tercera como equipo. Individualmente, Navas terminó en el puesto 47 en la clasificación general. Navas finalizó la temporada compitiendo en el Campeonato Sudamericano Juvenil. Quedó sexta en la clasificación general y ayudó a Panamá a quedar tercero como equipo. Durante las finales del evento, ocupó el primer lugar en barras asimétricas, el cuarto en salto y el quinto en barra de equilibrio.

### Carrera de gimnasia Mayor
Navas cumplió los requisitos de edad para la competición sénior en 2020; sin embargo, la mayoría de las competiciones fueron canceladas o pospuestas debido a la pandemia mundial de COVID-19. Por lo tanto Navas no compitió ese año. Regresó a la competencia en el Campeonato Panamericano de 2021, donde ayudó a Panamá a quedar en cuarto lugar como equipo e individualmente ocupó el séptimo lugar en el all-around. Durante las finales del evento, quedó cuarta en salto y sexta en barra de equilibrio. Navas compitió en los Juegos Bolivarianos donde ayudó a Panamá a terminar tercero como equipo. Individualmente terminó novena en la clasificación general. Ganó plata en salto detrás de Yamilet Peña y bronce en barra de equilibrio. Luego compitió en el Campeonato Panamericano, donde ayudó a Panamá a terminar décimo como equipo durante las eliminatorias. Individualmente, ocupó el puesto vigésimo primero en la categoría general, pero ganó el oro en salto. Además, calificó para competir en el próximo Campeonato Mundial como individua. En los Juegos Sudamericanos, Navas ayudó a Panamá a terminar quinto como equipo. Individualmente, ocupó el quinto lugar en todos los aspectos, el cuarto en las barras asimétricas y la barra de equilibrio, y el séptimo en salto.

## Historial competitiva
| Año       | Competencia                           | Equipo            | AA             | VT                | UB               | BB                | FX        |
| Juveniles | Juveniles                             | Juveniles         | Juveniles      | Juveniles         | Juveniles        | Juveniles         | Juveniles |
| --------- | ------------------------------------- | ----------------- | -------------- | ----------------- | ---------------- | ----------------- | --------- |
| 2018      | Campeonatos de la Cuenca del Pacífico |                   | 7              |                   |                  |                   |           |
| 2018      | Campeonato Panamericano               | 7                 | 15             |                   |                  |                   |           |
| 2018      | Campeonato Sudamericano               |                   | 11             |                   |                  |                   |           |
| 2018      | Torneo de gimnasio superior           |                   |                | 26                | 17               |                   | 18        |
| 2019      | Campeonato Mundial Juvenil            | 23                | 47             |                   |                  |                   |           |
| 2019      | Campeonato Sudamericano               | Medalla de bronce | 6              | 4                 | Medalla de oro   | 5                 |           |
| Mayor     |                                       |                   |                |                   |                  |                   |           |
| 2021      | Campeonato Panamericano               | 4                 | 7              | 4                 |                  | 6                 |           |
| 2022      | Juegos Bolivarianos                   | Medalla de bronce | 9              | Medalla de plata  |                  | Medalla de bronce |           |
| 2022      | Campeonato Panamericano               | 10                | 21             | Medalla de oro    |                  |                   |           |
| 2022      | Juegos Suramericanos                  | 5                 | 5              | 7                 | 4                | 4                 |           |
| 2022      | Campeonato Mundial                    |                   | 43             |                   |                  |                   |           |
| 2023      | Campeonato Panamericano               | 7                 | 11             |                   | 10               | 17                |           |
| 2023      | Juegos Centroamericanos y del Caribe  | Medalla de plata  | Medalla de oro | 4                 | Medalla de plata | Medalla de plata  |           |
| 2023      | Campeonato Mundial                    |                   | 43             |                   |                  |                   |           |
| 2023      | Juegos Panamericanos                  | 7                 | 12             |                   |                  |                   |           |
| 2024      | Copa del Mundo                        |                   |                | Medalla de bronce |                  |                   |           |
| 2024      | Copa del Mundo                        | Medalla de bronce |                |                   |                  |                   |           |
| 2024      | Copa del Mundo                        | Medalla de oro    |                |                   |                  |                   |           |